# Aeroportul Regional Skagit
Aeroportul Regional Skagit (IATA: MVW, ICAO: KBVS, FAA LID: BVS) este un aeroport din Washington, Statele Unite ale Americii. Aeroportul a fost tranzitat în 2019 de 52 de pasageri.
Situat la o altitudine de 44 m, aeroportul dispune de 2 piste.

## Infrastructură

### Piste
Aeroportul dispune de 2 piste. Pista 4/22 are suprafața de asfalt și dimensiunile 3.000 picioare × 60 picioare. Pista 11/29 are suprafața de asfalt și dimensiunile 5.478 picioare × 100 picioare. 